# 孤城閉〜仁宗、その愛と大義〜
『孤城閉〜仁宗、その愛と大義〜』（こじょうへい じんそう そのあいとたいぎ、原題：清平楽、簡体字: 清平乐、繁体字: 清平樂、拼音: Qīng Píng Yuè、英語: Serenade of Peaceful Joy）は、米蘭ladyによる歴史小説『孤城閉』を原作として、2020年に東陽正午陽光影視有限公司が制作・放映した中国のテレビドラマ。2019年1月5日から撮影開始。2020年5月18日から、中国湖南衛視より放送。

## あらすじ
北宋・天聖年間。皇帝・趙禎は、自分を育ててくれた太后の劉娥が生みの親ではなく、生母は太后の婢女を務めていた李蘭恵だったと知る。前の夫から恐れられ出戻っていた曹丹姝が皇后として入るが夜伽はない。まもなく、趙禎は幼なじみの苗心禾との間に娘・徽柔をさずかり、苗心禾は妃として後宮に入る。

## 登場人物・出演者

### 主な人物
| 役名             | 演                                                                 | 紹介 | 備考                                                               | 声     |
| 趙禎             | 王凱 (ワン・カイ)                                                  | 宋四代・仁宗 真宗の息子。母は李蘭蕙。本作の主人公。 父帝の死により幼くして即位。治世の序盤は劉娥による垂簾聴政が行われ、彼女の強い影響下に置かれる。物心つくころには劉娥を母としており、生母との思い出はほとんどない。自身の出生を知ったのは蘭蕙が死ぬ直前で、『生母に孝行できなかった』という悔恨に、生涯にわたってとらわれる。 親政を始めてからは諫官の声によく耳を傾け、独裁の無い明君たらんと努めている。 寝殿は福寧殿。 | 廟号に”仁”の字が用いられた最初の皇帝。                             | 王凱   |
| 趙禎             | 幼少期：劉若谷                                                     | 宋四代・仁宗 真宗の息子。母は李蘭蕙。本作の主人公。 父帝の死により幼くして即位。治世の序盤は劉娥による垂簾聴政が行われ、彼女の強い影響下に置かれる。物心つくころには劉娥を母としており、生母との思い出はほとんどない。自身の出生を知ったのは蘭蕙が死ぬ直前で、『生母に孝行できなかった』という悔恨に、生涯にわたってとらわれる。 親政を始めてからは諫官の声によく耳を傾け、独裁の無い明君たらんと努めている。 寝殿は福寧殿。 | 廟号に”仁”の字が用いられた最初の皇帝。                             |        |
| 趙禎             | 少年期：張家碩                                                     | 宋四代・仁宗 真宗の息子。母は李蘭蕙。本作の主人公。 父帝の死により幼くして即位。治世の序盤は劉娥による垂簾聴政が行われ、彼女の強い影響下に置かれる。物心つくころには劉娥を母としており、生母との思い出はほとんどない。自身の出生を知ったのは蘭蕙が死ぬ直前で、『生母に孝行できなかった』という悔恨に、生涯にわたってとらわれる。 親政を始めてからは諫官の声によく耳を傾け、独裁の無い明君たらんと努めている。 寝殿は福寧殿。 | 廟号に”仁”の字が用いられた最初の皇帝。                             |        |
| 曹丹姝           | 江疏影 (ジャン・シューイン)                                        | 慈聖光献曹皇后 趙禎の二人目の皇后。曹彬の孫。 居所は坤寧殿。 武門の名家出身であり、剣術や軍略に造詣がある。兄の名をかたって男装し、応天府書院で范仲淹から教えを受けるなど、名家の令嬢としては型にはまらない少女期を過ごす。やがて仁政を行う明君としての皇帝・趙禎に心惹かれ、彼を補佐するという夢を抱く。 郭氏の廃位後、群臣の推挙を受けて趙禎に嫁ぎ立后。以降、常に皇后としてのあるべき姿を模索し、女人の手本としてふるまうことを自身に課すようになる。後宮の差配や緊急時の趙禎の警護指揮などを果断に執り行い、妃嬪の産んだ皇子女らを分け隔てなく可愛がり、妃嬪や女官のみならず朝臣からも尊敬を集める。一方で頑固かつ厳格な面があり、趙禎が彼女にたびたび劉娥を重ねて見ることとも相まって、趙禎自身とは長く距離を縮められずにいる。 酒造りをよくする。刺繍が苦手。 |                                                                    | 王瑜   |
| 曹丹姝           | 少女期:金子                                                        | 慈聖光献曹皇后 趙禎の二人目の皇后。曹彬の孫。 居所は坤寧殿。 武門の名家出身であり、剣術や軍略に造詣がある。兄の名をかたって男装し、応天府書院で范仲淹から教えを受けるなど、名家の令嬢としては型にはまらない少女期を過ごす。やがて仁政を行う明君としての皇帝・趙禎に心惹かれ、彼を補佐するという夢を抱く。 郭氏の廃位後、群臣の推挙を受けて趙禎に嫁ぎ立后。以降、常に皇后としてのあるべき姿を模索し、女人の手本としてふるまうことを自身に課すようになる。後宮の差配や緊急時の趙禎の警護指揮などを果断に執り行い、妃嬪の産んだ皇子女らを分け隔てなく可愛がり、妃嬪や女官のみならず朝臣からも尊敬を集める。一方で頑固かつ厳格な面があり、趙禎が彼女にたびたび劉娥を重ねて見ることとも相まって、趙禎自身とは長く距離を縮められずにいる。 酒造りをよくする。刺繍が苦手。 |                                                                    |        |
| 趙徽柔           | 任敏 (レン・ミン)                                                  | 福康公主→兗国公主→沂国公主(降格) 趙禎の第一子長女。母は苗心禾。最興来の同母姉。 居所は初め儀鳳閣、後に公主府。 父帝に溺愛され、怖いもの知らずに育つ。感情表現が率直で、よく母妃から叱られる。張妼晗を嫌い、幼い頃は後宮で唯一正面から彼女と対立できた。丹姝のことは嫡母として尊敬し、良好な関係を築いている。弟妹はその母によらず可愛がり、趙宗実夫妻の子らも義理の叔母として可愛がっている。 父帝を慕い、父帝を讃える詞は好むが、勉学自体は得意ではない。父帝のために絵画を始め趣味としているが、師からは凡才止まりと評されている。後に曹評への憧れから箜篌を始める。 幼い頃から梁懐吉になつき、二人きりの時にはしばしば『兄さん(哥哥)』と呼んで甘える。やがて妼晗との対立や自身の婚姻問題などの難局を経るうちに、懐吉をかけがえのない存在として想うようになっていく。 父帝の意向で李瑋と婚約するが、李瑋の母を下品だと嫌い、元々何の関心もなかった李瑋に対しても嫌悪感を募らせていく。結婚後も姑とは折り合いが悪く、やがて李瑋母子との諍いが元で宮中の禁を犯してしまう。この事件で懐吉が元凶だとされて彼と引き離され、次第に憔悴していく。 |                                                                    | 任敏   |
| 趙徽柔           | 幼児前期：蘇伊可                                                   | 福康公主→兗国公主→沂国公主(降格) 趙禎の第一子長女。母は苗心禾。最興来の同母姉。 居所は初め儀鳳閣、後に公主府。 父帝に溺愛され、怖いもの知らずに育つ。感情表現が率直で、よく母妃から叱られる。張妼晗を嫌い、幼い頃は後宮で唯一正面から彼女と対立できた。丹姝のことは嫡母として尊敬し、良好な関係を築いている。弟妹はその母によらず可愛がり、趙宗実夫妻の子らも義理の叔母として可愛がっている。 父帝を慕い、父帝を讃える詞は好むが、勉学自体は得意ではない。父帝のために絵画を始め趣味としているが、師からは凡才止まりと評されている。後に曹評への憧れから箜篌を始める。 幼い頃から梁懐吉になつき、二人きりの時にはしばしば『兄さん(哥哥)』と呼んで甘える。やがて妼晗との対立や自身の婚姻問題などの難局を経るうちに、懐吉をかけがえのない存在として想うようになっていく。 父帝の意向で李瑋と婚約するが、李瑋の母を下品だと嫌い、元々何の関心もなかった李瑋に対しても嫌悪感を募らせていく。結婚後も姑とは折り合いが悪く、やがて李瑋母子との諍いが元で宮中の禁を犯してしまう。この事件で懐吉が元凶だとされて彼と引き離され、次第に憔悴していく。 |                                                                    |        |
| 趙徽柔           | 幼児後期：張毓宜                                                   | 福康公主→兗国公主→沂国公主(降格) 趙禎の第一子長女。母は苗心禾。最興来の同母姉。 居所は初め儀鳳閣、後に公主府。 父帝に溺愛され、怖いもの知らずに育つ。感情表現が率直で、よく母妃から叱られる。張妼晗を嫌い、幼い頃は後宮で唯一正面から彼女と対立できた。丹姝のことは嫡母として尊敬し、良好な関係を築いている。弟妹はその母によらず可愛がり、趙宗実夫妻の子らも義理の叔母として可愛がっている。 父帝を慕い、父帝を讃える詞は好むが、勉学自体は得意ではない。父帝のために絵画を始め趣味としているが、師からは凡才止まりと評されている。後に曹評への憧れから箜篌を始める。 幼い頃から梁懐吉になつき、二人きりの時にはしばしば『兄さん(哥哥)』と呼んで甘える。やがて妼晗との対立や自身の婚姻問題などの難局を経るうちに、懐吉をかけがえのない存在として想うようになっていく。 父帝の意向で李瑋と婚約するが、李瑋の母を下品だと嫌い、元々何の関心もなかった李瑋に対しても嫌悪感を募らせていく。結婚後も姑とは折り合いが悪く、やがて李瑋母子との諍いが元で宮中の禁を犯してしまう。この事件で懐吉が元凶だとされて彼と引き離され、次第に憔悴していく。 |                                                                    |        |
| 趙徽柔           | 小児期：任飛児                                                     | 福康公主→兗国公主→沂国公主(降格) 趙禎の第一子長女。母は苗心禾。最興来の同母姉。 居所は初め儀鳳閣、後に公主府。 父帝に溺愛され、怖いもの知らずに育つ。感情表現が率直で、よく母妃から叱られる。張妼晗を嫌い、幼い頃は後宮で唯一正面から彼女と対立できた。丹姝のことは嫡母として尊敬し、良好な関係を築いている。弟妹はその母によらず可愛がり、趙宗実夫妻の子らも義理の叔母として可愛がっている。 父帝を慕い、父帝を讃える詞は好むが、勉学自体は得意ではない。父帝のために絵画を始め趣味としているが、師からは凡才止まりと評されている。後に曹評への憧れから箜篌を始める。 幼い頃から梁懐吉になつき、二人きりの時にはしばしば『兄さん(哥哥)』と呼んで甘える。やがて妼晗との対立や自身の婚姻問題などの難局を経るうちに、懐吉をかけがえのない存在として想うようになっていく。 父帝の意向で李瑋と婚約するが、李瑋の母を下品だと嫌い、元々何の関心もなかった李瑋に対しても嫌悪感を募らせていく。結婚後も姑とは折り合いが悪く、やがて李瑋母子との諍いが元で宮中の禁を犯してしまう。この事件で懐吉が元凶だとされて彼と引き離され、次第に憔悴していく。 |                                                                    |        |
| 趙徽柔           | 少女期：何思甜                                                     | 福康公主→兗国公主→沂国公主(降格) 趙禎の第一子長女。母は苗心禾。最興来の同母姉。 居所は初め儀鳳閣、後に公主府。 父帝に溺愛され、怖いもの知らずに育つ。感情表現が率直で、よく母妃から叱られる。張妼晗を嫌い、幼い頃は後宮で唯一正面から彼女と対立できた。丹姝のことは嫡母として尊敬し、良好な関係を築いている。弟妹はその母によらず可愛がり、趙宗実夫妻の子らも義理の叔母として可愛がっている。 父帝を慕い、父帝を讃える詞は好むが、勉学自体は得意ではない。父帝のために絵画を始め趣味としているが、師からは凡才止まりと評されている。後に曹評への憧れから箜篌を始める。 幼い頃から梁懐吉になつき、二人きりの時にはしばしば『兄さん(哥哥)』と呼んで甘える。やがて妼晗との対立や自身の婚姻問題などの難局を経るうちに、懐吉をかけがえのない存在として想うようになっていく。 父帝の意向で李瑋と婚約するが、李瑋の母を下品だと嫌い、元々何の関心もなかった李瑋に対しても嫌悪感を募らせていく。結婚後も姑とは折り合いが悪く、やがて李瑋母子との諍いが元で宮中の禁を犯してしまう。この事件で懐吉が元凶だとされて彼と引き離され、次第に憔悴していく。 |                                                                    |        |
| 梁懐吉           | 辺程 (ビエン・チェン) 乳児期：項彬浩 幼少期：康嘉沢 少年期：葉愷文 | 前名・梁元亨。梁元生の弟。 生家が困窮し外叔父夫妻の元で育てられるが、外叔父の妻に売られ、8歳で宮中の宦官となる。宮中に入ってすぐ、避諱を忘れて『元亨利貞の梁元亨』と名乗った為に死罪となるところを、徽柔の誕生に伴う恩赦で救われる。その後、丹姝から新たに”懐吉”の名を賜った。 |                                                                    |        |
| 韓琦 (字:稚圭)   | 楊玏 少年期：戦宇                                                  | 安陽出身。進士一甲榜眼(第2位)で科挙に合格し、趙禎と同年輩の朝臣の中では最も近しい存在となる。 元は開封府馬興街にある砂糖漬けで有名な梁家の書生。梁家離散の経緯を知る一人。 | 三代の皇帝に仕え熙寧８年に逝去。神宗はその功をたたえ石碑を贈った。 |        |
| 張茂則           | 葉祖新                                                             | 入内內侍省內東門司勾當官 宦官。宮中で育ち、7歳のときから趙禎に仕えている。丹姝を慕い、張妼晗を嫌悪する。梁家離散の経緯を知る一人であり、梁懐吉を気にかけている。武術の心得があり、後に皇城司を兼任する。 |                                                                    |        |
| 晏殊 (字:同叔)   | 喩恩泰                                                             | 趙禎が太子の時代、舎人として勉強の供（伴読）をした。枢密副使兼刑部侍郎だったが、群臣の前で侍従を平手打ちしたため応天府の知府兼淮安節度使に降格させられた。 |                                                                    |        |
| 張妼晗           | 王楚然 (ワン・チューラン)                                          | 清河郡君→才人→修媛→美人(降格)→貴妃→温成皇后(追贈) 趙禎の寵妃。三公主・楚玥、四公主・瑶瑶、八公主・幼悟の母。 居所は初め翔鸞閣、後に寧華殿。 幼い頃に父を亡くし、母と共に伯父夫妻から冷遇された。一時は魏国大長公主の屋敷にいたが、やがて宮女となり、後には教坊の踊り子となる。 宮女になったばかりのある夜、宮中を散歩する趙禎と出会い、以来彼のことを盲目的に恋慕うようになる(踊り子となってから趙禎に目通りする機会を得るが、彼は妼晗を覚えていない様子だった)。趙禎の妻になりたいとなりふり構わず行動し、趙禎の側室となってからも、後宮の掟を無視して傍若無人にふるまい続け、後宮の多くの人間から問題視されるようになる。 非常に激しい性格の持ち主で、人の好き嫌いが極端。見下されたと思うと激しく相手を恨む。丹姝のことは『偽善者』だと嫌い、徽柔に対してはある事件がきっかけで激しい敵意を向けるようになる。一方で賈玉蘭のことは、苦境にあった時期に唯一優しかったとして、母のように慕っている。 幼悟を産んでから体調を壊す。 |                                                                    | 白雪岑 |
| 張妼晗           | 幼少期:李亜真                                                      | 清河郡君→才人→修媛→美人(降格)→貴妃→温成皇后(追贈) 趙禎の寵妃。三公主・楚玥、四公主・瑶瑶、八公主・幼悟の母。 居所は初め翔鸞閣、後に寧華殿。 幼い頃に父を亡くし、母と共に伯父夫妻から冷遇された。一時は魏国大長公主の屋敷にいたが、やがて宮女となり、後には教坊の踊り子となる。 宮女になったばかりのある夜、宮中を散歩する趙禎と出会い、以来彼のことを盲目的に恋慕うようになる(踊り子となってから趙禎に目通りする機会を得るが、彼は妼晗を覚えていない様子だった)。趙禎の妻になりたいとなりふり構わず行動し、趙禎の側室となってからも、後宮の掟を無視して傍若無人にふるまい続け、後宮の多くの人間から問題視されるようになる。 非常に激しい性格の持ち主で、人の好き嫌いが極端。見下されたと思うと激しく相手を恨む。丹姝のことは『偽善者』だと嫌い、徽柔に対してはある事件がきっかけで激しい敵意を向けるようになる。一方で賈玉蘭のことは、苦境にあった時期に唯一優しかったとして、母のように慕っている。 幼悟を産んでから体調を壊す。 |                                                                    |        |
| 范仲淹 (字:希文) | 劉鈞                                                               | 広く尊敬を集める直言の士。頑固で性急な一面もあるが、そうした自身の短所を理解しており、自ら君子を称することはない謙虚さを持つ。晏殊が応天府に左遷された際、応天府書院の長に推挙される。その人間性から他の朝臣と衝突することも多く、趙禎個人には評価されているものの、朝堂の均衡を考えた彼の命で何度か左遷させられる。左遷されては呼び戻されることを繰り返し、最終的に参知政事となる。 |                                                                    | 劉鈞   |
| 苗心禾           | 許齢月                                                             | 仁寿郡君→昭儀→賢妃→昭節貴妃 趙禎の乳母・許氏の次女。徽柔、最興来の母。 趙禎とは幼馴染であり、彼を『六郎兄さん』と慕う。丹姝とは良好な関係を築く一方、妼晗のふるまいには良い顔をしない。 |                                                                    |        |
| 劉娥             | 呉越                                                               | 章献明粛皇后 真宗の皇后。趙禎の嫡母。 真宗の崩御後は皇太后となり、趙禎が親政を始めるまで垂簾聴政を行う。 |                                                                    |        |

### 仁宗の後宮
| 役名               | 演                                     | 紹介 | 備考 | 声 |
| 郭清悟             | 蒋沁芸                                 | 趙禎の最初の皇后 日頃から素行が良くないことで知られ、ついには趙禎を殴ってしまうという事件を起こして廃される(第7話)。後に病死したと作中では広く伝わる。 |      |    |
| 兪娘子             | 劉子鶴                                 | 趙禎の側室。後に婕妤位を賜る。 心禾と親しい。 |      |    |
| 尚美人             | 兪思遠                                 | 趙禎の側室。 清悟が皇后位を廃されるきっかけとなった人物。清悟が廃された後は洞真宮に移され、清悟の死後に西京に流されて、養女・洛洛を育てる。            |      |    |
| 楊錦蕊             | 牟暁葉                                 | 趙禎の側室(美人位)。 尚美人と共に、後宮の情報を呂夷簡に流していた。これを知った清悟と口論になる。                                                      |      |    |
| 陳熙春             | 張天愛                                 | 楊太妃の養女として後宮に入り、趙禎から皇后にと望まれる。しかし、彼女の父親が商人であることを理由に趙禎の臣下らが反対し、後宮から出される。             |      |    |
| 董氏               | 洪士雅                                 | 九公主、十一公主・猪猪、十三公主の母。 |      |    |
| 董秋和             | 陸妍淇                                 | 尚服局の女官。丹姝を慕う。 |      |    |
| 趙楚玥             | 盘珺瑶 幼児期:梁静舒                   | 趙禎の三女。母は妼晗。 親しい者からは玥児と呼ばれる。体が弱い。                                                                                        |      |    |
| 趙昕 (幼名:最興来) | 鄧涵予 幼児前期:胡弈涵 幼児後期:羅晨皓 | 趙禎の次男。母は心禾。徽柔の同母弟。 疫病にかかり幼くして亡くなる。作中では幼名で呼ばれる場面のほうが多い。                                            |      |    |
| 瑶瑶               | 王玥茹 乳児期:陶陬華 幼児期:胡珺稀     | 趙禎の四女。母は妼晗。 |      |    |
| 九公主             | 羅逸淳 小意粉                          | 趙禎の九女。母は董氏。 |      |    |
| 猪猪               | 陳昱彤                                 | 趙禎の十一女。母は董氏。 |      |    |

### 宋皇室
| 役名         | 演                                 | 紹介 | 備考 | 声 |
| 趙恒         | 許毛毛                             | 宋三代・真宗 趙禎の父。 |      |    |
| 李蘭恵       | 車暁                               | 順容→宸妃 趙禎の生母。 元は劉娥の婢女。真宗の命で彼の陵墓を守っており、一切の来客を断っている。 |      |    |
| 趙元儼       | 趙達                               | 八大王 宋二代・太宗の第八子。趙禎の叔父。 垂簾聴政を行う劉娥を敵視し、彼女に逆らえない趙禎へ、事あるごとに『不孝』を語る。 |      |    |
| 魏国大長公主 | 康群智                             | 太宗の九女。趙禎の叔母。 夫が側室に入れ込んでも鷹揚に構える賢婦として名高い。 |      |    |
| 李瑋         | 陸星 少年期:宗宇辰                 | 駙馬 徽柔の夫。趙禎の母方の従弟。 飾り気のない朴訥とした人柄を趙禎に気に入られ、徽柔の婿とされるが、仲が縮まらない。母からはしばしば、徽柔への態度が男らしくないと責められている。 絵画をよくする。                                    |      |    |
| 趙宗実       | 王昱超 幼少期:肖添仁 少年期:芦展翔 | 宋五代・英宗 趙允譲と任氏との子。太宗の曾孫。趙禎の養子。 長く男子が生まれなかった趙禎の養子となり、宮中で徽柔や高滔滔と親しく育つ。後に宮中を出、幼い頃から想いを寄せ合っていた滔滔を娶り、徽柔をはじめ世人が羨む睦まじい夫妻となる。 |      |    |
| 高滔滔       | 楊玥 幼少期:洪悦熙 少女期:艾米     | 宣仁皇后 丹姝の姪。 宮中で徽柔や宗実と親しく育つ。後に幼い頃から想いを寄せ合っていた宗実に嫁ぎ、徽柔をはじめ世人が羨む睦まじい夫妻となる。                                                                                             |      |    |
| 趙允譲       | 張雲                               | 太宗の孫。宗実の父。 作中で趙禎が『允譲従兄上』と呼んでいる場面がある。 |      |    |
| 任氏         | 顔景瑶                             | 仙游県君 允譲の側室。宗実の母。 |      |    |

### 朝臣
| 役名             | 演     | 紹介 | 備考                                                                 | 声 |
| 呂夷簡 (字:坦父) | 譚希和 | 范仲淹を目の敵にしている。 |                                                                      |    |
| 富弼 (字:彦国)   | 李雅男 | align="left" | 『昭勲閣二十四功臣』に挙げられる。                                   |    |
| 欧陽脩 (字:永叔) | 張本煜 | 優秀だが調子に乗りやすい面があり、作る詩が淫らだと劉娥に批判され状元を逃す。王拱辰とは学友だったが、婚姻のことで彼をからかったため険悪な間柄となる。 | 数々の著作を残し熙寧5年に永眠。                                      |    |
| 王拱辰 (字:君貺) | 何明翰 | 苦学の末に状元となるが、学友だった欧陽脩にからかわれ悪評が立ってしまう。                                                                             |                                                                      |    |
| 夏竦 (字:子喬)   | 馮暉   | 朝廷での評判はあまり良くない。許嫁だった賈玉蘭を想い続けている。                                                                                     | 『古文四声韻』の著者。                                               |    |
| 賈昌朝 (字:子明) | 馬岩   | |                                                                      |    |
| 狄青 (字:漢臣)   | 季晨   | 西夏との境に位置する延州を守る将軍。 学問とは縁遠かったが、范仲淹から『春秋左氏伝』を渡され教えを受ける。\|                                          |                                                                      |    |
| 司馬光 (字:君実) | 初俊辰 | 儒教を重んじ、女相撲をめぐって徽柔と論戦となる。後に徽柔の行いを厳しく糾弾する。                                                                     | 後に宋六代・神宗の重臣となり王安石の変法に反対。『資治通鑑』の著者。 |    |
| 蔡襄             | 周帅   | 美髯で知られる。 |                                                                      |    |
| 包拯 (字:希仁)   | 何建澤 | 妼晗の伯父の張堯佐が高位に就いた事を批判する。 |                                                                      |    |

## その他
- 許氏：胡小庭（中国語版）

趙禎の乳母。当陽群夫人で苗心禾の母。趙禎の出生の秘密を告白する。
- 賈玉蘭：曹曦文（中国語版）

元は夏竦の許嫁。宮中の踊り子の教習（教官）だったが張妼晗の女官となる。占いによると賈昌朝の叔母。
- 梁元生：胡浩博

砂糖漬けで有名な梁家の長男。梁家は没落し離散したが、巷では皇帝により梁家が清風楼という酒楼となって再建したという講談が流行る。
- 梁家の嫁：王媛可（中国語版）

砂糖漬けで有名な梁家の嫁。梁元生と梁元亨の母親。梅の薬材漬けが皇帝のお気に入りだと評判になり梅や薬が高騰し、梁家は薬が買えなくなり没落する。
- 張麗華：

梁元生が働く清風楼の女将。
- 耶律洪基：娃爾

遼の皇太子。身分を偽り開封に来る。
- 蘇軾：丁禹兮(ディン・ユーシー)（中国語版）

## 挿入歌
| 曲名       | 演唱   | 作詞         | 作曲   | 編曲         | 注 |
| ---------- | ------ | ------------ | ------ | ------------ | -- |
| 『願歌行』 | 胡夏   | 張靖怡、朱朱 | 劉炫豆 | 劉炫豆       |    |
| 『尋光』   | 鄭雲龍 | 董穎達、朱朱 | 董穎達 | 董穎達、宋雨 |    |
| 『双飛燕』 | 崔子格 | 董穎達、朱朱 | 董穎達 | 董穎達、宋雨 |    |
| 『桃夭』   | 双笙   | 張靖怡       | 劉炫豆 | 劉炫豆       |    |